# Real Sporting de Gijón
Maillots
Actualités
Le Real Sporting de Gijón est un club de football espagnol basé à Gijón dans les Asturies. Fondé le 1er juillet 1905, il joue en deuxième division espagnole depuis la saison 2017-2018. 
Souvent surnommés Rojiblancos du fait des bandes rouges et blanches de leur maillot, ils jouent au stade El Molinón, le plus vieux stade professionnel d'Espagne utilisé depuis 1908.
Le club est actuellement présidé par Javier Fernández.

## Repères historiques
- Le club est fondé le 1er juillet 1905 sous le nom de Sporting Gijonés. Anselmo López en est le premier président.

- En 1912, le club reçoit l'onction royale du roi Alphonse XIII et devient ainsi le Real Sporting Club Gijonés.

- En 1916, le club change de nom pour adopter son nom actuel : Real Sporting de Gijón.

- De 1941 à 1970, à cause d'une loi interdisant l'usage de mots étrangers dans les noms des clubs de football, le nom officiel du club est Real Gijón.

- En 1944, le club est promu pour la première fois en Primera División. Dans les années 1970 et 1980, le club parvient à obtenir de bons résultats aussi bien en championnat qu'en coupe. Il est ainsi vice-champion d'Espagne en 1979, deux fois finaliste de la Coupe d'Espagne (1981, 1982) et Quini remporte cinq fois le trophée de Pichichi. Le club participe même six fois à la Coupe UEFA, étant éliminé quatre fois en 32e de finale et deux fois en 16e de finale, la dernière fois au cours de la saison 1991-92.

- À la suite d'une saison 1997-98 calamiteuse, le club est relégué en Segunda División où il reste pendant dix saisons. Le 15 juin 2008, le club assure son retour en première division pour la saison 2008-09. Pour leur retour dans l'élite, ils réalisent quelques belles victoires contre Valence (2-3) et le Séville FC (1-0) même si lors de leurs cinq premiers matches de la saison, ils encaissent 20 buts. Lors de cette saison, ils battent également le record du nombre de 29 matches joués sans faire de match nul : ils jouent 33 matches de championnat avant de faire le seul match nul de leur saison contre l'Athletic Bilbao.

- Le 7 juin 2015, le Sporting entraîné par Abelardo Fernández remonte en première division et redescend un an plus tard en deuxième division pour la saison 2017-2018.

## Palmarès
- Championnat d'Espagne :
  - Vice-champion : 1979
  - Troisième : 1980

- Coupe d'Espagne :
  - Finaliste : 1981, 1982

- Championnat d'Espagne de deuxième division :
  - Champion : 1944, 1951, 1957, 1970 et 1977

- Pichichi (3) :
  - 1974, 1976, et 1980 (Quini)

- À l'issue de la saison 2018-2019 : 
  - 42 saisons en 1re division (Primera Division)
  - 46 saisons en 2e division (Segunda Division)

## Couleurs du club et blason

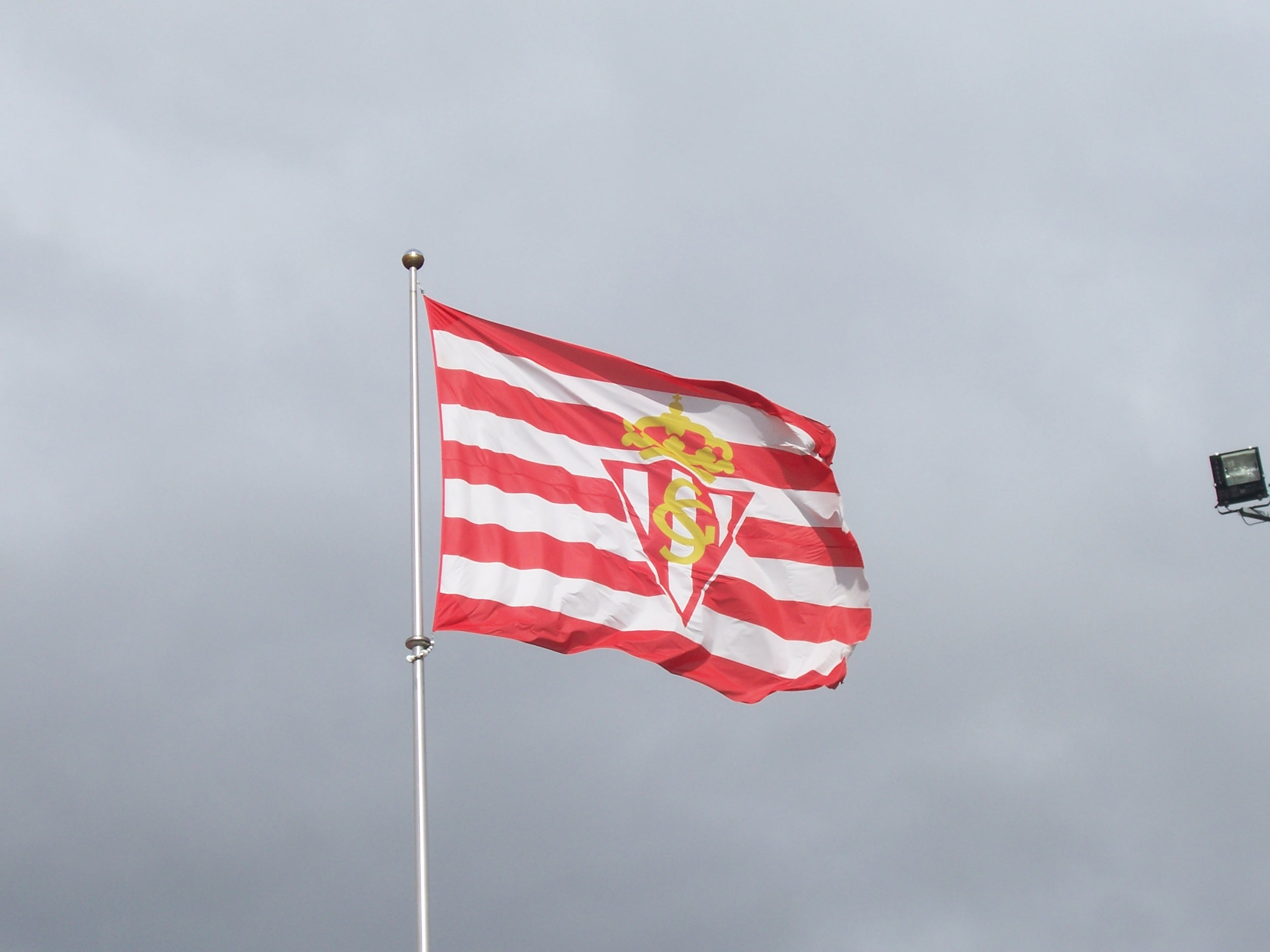
Le drapeau officiel du Sporting de Gijón

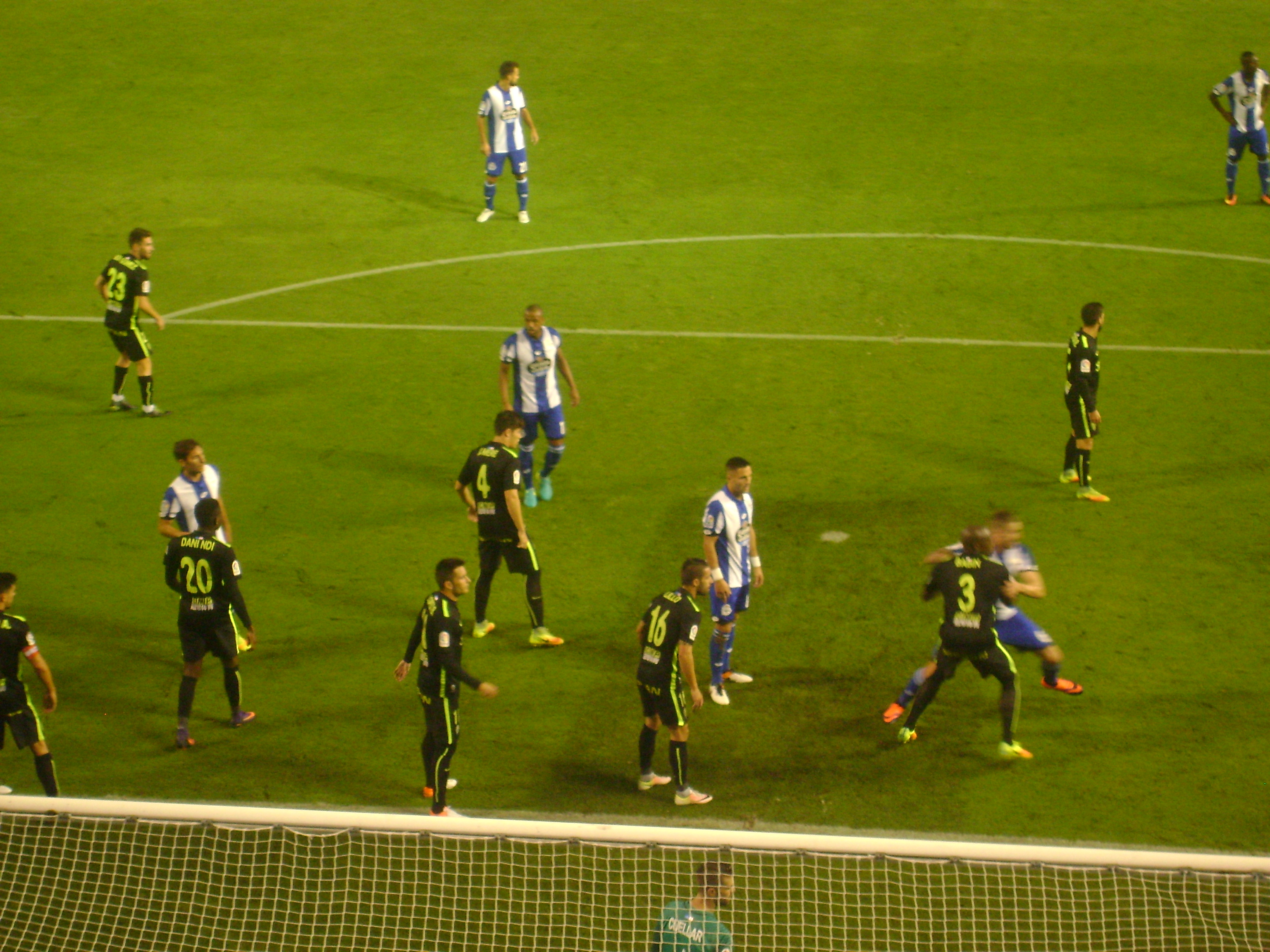
Deportivo de La Coruña vs. Sporting de Gijón.

Le Sporting de Gijón a joué avec un maillot à bandes rouges et blanches depuis sa création, devenant le premier club de l'actuelle première division à porter un maillot rouge et blanc puisqu'à cette époque, l'Athletic Bilbao et l'Atlético de Madrid jouaient encore en bleu et blanc. Les couleurs sont celles du drapeau officiel de la ville de Gijón qui est lui-même inspiré du drapeau de la province de Gijón, créé en 1845.
Comme la plupart des clubs de football, le Sporting de Gijón n'avait pas initialement de blason sur son maillot. Leur premier blason officiel fut introduit dans les années 1920.
Le blason actuel est un triangle rouge et blanc avec des bandes verticales avec un 'S' et un 'G' dorés enlacés. Une couronne au sommet du blason symbolise l'onction royale reçue en 1912.